# TROT GIRLS JAPAN
《TROT GIRLS JAPAN》은 2023년 12월 1일부터 2024년 2월 23일 까지 일본 WOWOW 프라임과 ABEMA에서 방송되었던 예능 프로그램이다.. 이 프로그램에서 최종 선발되는 TOP7은 현역가왕의 TOP7과 한일가왕전에서 맞붙게 된다.

## 심사위원
- 마츠자키 시게루
- 안도 유코
- 시즈키 아사토
- 미나미노 요코
- 사이토 츠카사 (斎藤司)
- 카마다 토시야 (鎌田俊哉)
- 후나야마 모토키 (船山基紀)
- 후루야 마사유키
- 후루하타 세이카 (古畑星夏)
- D-LITE (빅뱅)
- 허영지 (카라)

### 객원 심사위원
- 신유
- 서혜진
- 료가 하루히 (遼河はるひ)
- 아사카 유이 (浅香唯)